# 雍国
雍国，是中国西周到春秋时期的一个姬姓诸侯国。
雍国系周文王第十二子的封国。雍国封地在今河南焦作市西南7公里的朱村乡府城村。村西北200米处现存府城遗址，城垣方形，面积约8万平方米。调查发掘证实，此城始建于夏末商初，沿用于东周时期。这里北望太行，南邻黄河，是夏末商初黄河北边夏商文化交汇处，商王畿西部的田猎区，也是东周时期晋国东进黄河下游，与齐楚争霸的战略要地。雍国于春秋中期被晋国吞并。